# Maurice Fournier (architecte)
Maurice Fournier, né le 6 octobre 1877 à Panazol et mort le 1er novembre 1967, est un architecte français.

## Biographie
Il fait ses études à l'École nationale supérieure des beaux-arts à Paris, boursier du département de la Haute-Vienne. Il est élève de Georges Scellier et Louis Bernier et est diplômé en 1907.
Il est architecte à Paris.
De 1911 à 1913, il participe à la construction de 9 des premières maisons de la Cité coopérative Paris-Jardins à Draveil, la première cité-jardin de Paris, dessinée par Jean Walter. Il est le concepteur de la cité jardin de Romans-sur-Isère dite cité Jules Nadi réalisée entre 1925 et 1928.
Il participe durant les années folles au développement touristique de Dinard en construisant plusieurs villas et le bâtiment art déco Casino Balnéum .
Il se spécialise dans les bâtiments industriels en particulier les abattoirs et équipements frigorifiques. Il participe aux travaux des abattoirs de La Villette en 1913.
De 1931 à 1967, il travaille avec son fils Maurice Fournier (1901-2000) dans le cabinet Maurice Fournier & fils. Ils réalisent le Palais du Froid en 1937. Dans les années 1960, Ils travaillent pour le Marché d'Intérêt National de Paris La Villette.

## Œuvres principales
- 1912 : Maison, 5 sentier des pins à Draveil[4].
- 1912 : Maison, 14 allée des Deux-Cèdres à Draveil[5].
- 1920-1921 : L'abattoir industriel de Chasseneuil-sur-Bonnieure (Société d'Abattoirs modernes industriels S.A.M.I.)[6]
- 1922 : Entrepôt frigorifique de Paris Vaugirard[7]
- 1925-1928 : Cité jardin dite cité Jules Nadi à Romans-sur-Isère[8].
- 1925 : Villa Ker Hélios, 12 avenue Paul Thorel à Dinard[9].
- 1925 : Villa l’Émeraude, 19 boulevard de la Mer à Dinard[5].
- 1928 : Casino Balnéum, boulevard du Président Wilson à Dinard, détruit dans les années 1970[10].
- 1929 : Entrepôt frigorifique des Batignolles [11]
- 1937 : Le palais de Froid de l'exposition universelle de 1937[12].